# Luis Cárdenas
Luis Alberto Cárdenas López (15 settembre 1993) è un calciatore messicano, portiere del Monterrey.

## Carriera
Segna il rigore decisivo nell'incontro per il terzo posto al mondiale per club del 2019 contro l'Al-Hilal.

## Palmarès

### Competizioni nazionali
- Campionato messicano: 1

Montelrrey: Apertura 2019

### Competizioni internazionali
- CONCACAF Champions League: 2

Monterrey: 2019, 2021